# موريس فوكس
موريس فوكس (بالفرنسية: Maurice Fox)‏ (و. 1898 – 1988 م) هو لاعب شطرنج كندي، توفي عن عمر يناهز 90 عاماً.

## التعليم
تعلم في جامعة لندن.

## روابط خارجية
- موريس فوكس على موقع مباريات الشطرنج (الإنجليزية)
- موريس فوكس على موقع 365Chess.com (الإنجليزية)
- موريس فوكس على موقع Chesstempo.com (الإنجليزية)
- موريس فوكس سجل أولمبياد الشطرنج على موقع OlimpBase.org (الإنجليزية)